# Пагри

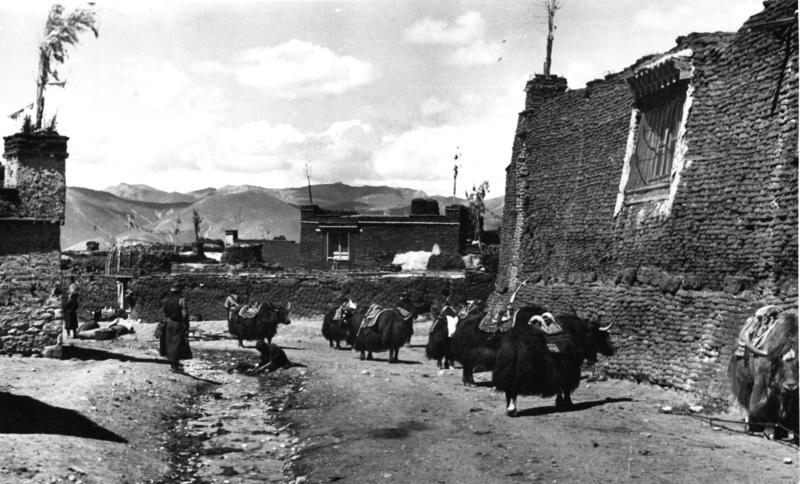
Пагри-дхонг, 1938

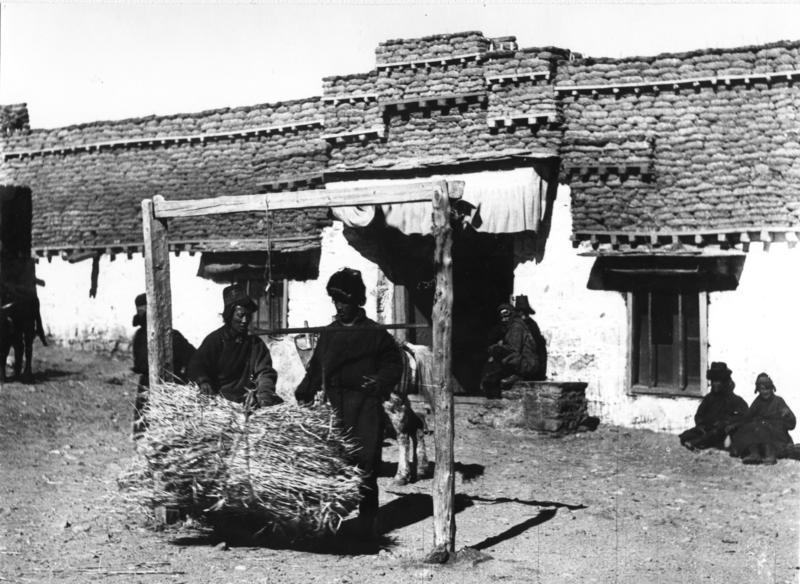
Пагри-дхонг, 1938

Пагри, также Фари,Пхари (тиб. ཕག་རི) — посёлок в уезде Чомо городского округа Шигадзе Тибетского автономного района КНР непосредственно около границы с Бутаном. Население 2121 чел. (2004). Это один из самых высокогорных и холодных населённых пунктов мира.

## История
Посёлок Пагри занимает ключевое положение на пути в Лхасу из Индии, Сиккима и Бутана. Поэтому он известен по рассказам путешественников, миссионеров, буддийских учителей и проповедников, которые проходили мимо Пагри или жили в нём.

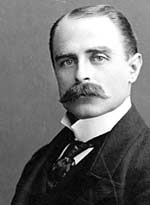
Фрэнсис Эдуард Янгхазбенд

Первым англичанином, посетившим Пагри, был Томас Маннинг, он останавливался в Пагри на пути в Лхасу с 21 сентября по 5 ноября 1811 года, он отмечал, что это грязный задымлённый посёлок. .
Британская экспедиция в Тибет в 1903 — 1904 году проходила через Пагри. Экспедицию возглавлял Фрэнсис Янгхазбанд. Посёлок был занят англичанами по причине его стратегического значения на пути в Гьянгдзе и Лхасу. По описанию участника экспедиции, посёлок был очень холодный, продуваемый сильным ветром и неимоверно грязный и смрадный. Дзонг находился в аварийном состоянии. Местные жители существовали за счёт пограничных пошлин (10 %), преимущественно с торговли ячменём и рисом между Бутаном и Тибетом. Доставка товаров в Индию и оттуда была монополизирована жителями деревень в долине к югу от Пагри, отчего Пагри был фактически первым населённым пунктом «реального Тибета» по дороге из Индии во Лхасу. 
В 1912 году Далай-лама XIII встретился здесь с Агваном Дорджиевым, который сопровождал его в монастырь Самдинг перед возвращением в Лхасу после его бегства в Индию.
В Пагри в 1957 году родился Тхубтен Нгодуп, государственный оракул Тибета.

## Населённый пункт и окрестности
Дома в основном из дерева и тибетского камня. Долина Пари находится в альпийской степной зоне, среднегодовая температура составляет −0.2 ℃, максимальная температура 19.3 ℃. Луга вокруг создают благоприятные условия для животноводства. Экстремальные климатические условия вызывают нередко катастрофы — наводнения в период ливневых дождей, зимние штормы и снеговые заносы.
К юго-востоку от Пагри находится гора Джомолхари.